# A Matter of Trust
A Matter of Trust es el tercer episodio de la quinta temporada y nonagésimo quinto episodio a lo largo de la serie de televisión estadounidense de drama y ciencia ficción Arrow. El episodio fue escrito por Ben Sokolowski y Emilio Ortega Aldrich y dirigido por Gregory Smith. Fue estrenado el 19 de octubre de 2016 en Estados Unidos por la cadena The CW.
Los reclutas creen estar listos para salir a la calle a combatir el crimen pero Oliver difiere. Mientras tanto, un nuevo traficante de drogas aparece en Star City y Wild Dog desobedece las órdenes de Flecha Verde y va tras Derek Sampson. Por otra parte, Diggle cree que merece estar encarcelado para pagar por la muerte de Andy; Sampson y Flecha Verde se enfrentan. Finalmente, Felicity le confiesa a Rory que ella es la responsable de lo ocurrido en Monument Point y Lyla acude a Oliver en busca de ayuda para rescatar a Diggle.

## Elenco
- Stephen Amell como Oliver Queen/Flecha Verde.
- David Ramsey como John Diggle.
- Willa Holland como Thea Queen.
- Emily Bett Rickards como Felicity Smoak/Overwatch.
- Echo Kellum como Curtis Holt/Mr. Terrific.
- Josh Segarra como Adrian Chase.
- Paul Blackthorne como Quentin Lance.

## Continuidad
- El episodio marca la primera aparición de Adrian Chase, Susan Williams y Derek Sampson.
  - Josh Segarra, intérprete de Adrian Chase es acreditado como miembro del elenco principal.[3]
- Floyd Lawton fue visto anteriormente en Suicidal Tendencies.
- Lyla Michaels fue vista anteriormente en Schism.
  - Lawton muere en dicho episodio.
  - Lawton aparece ante Diggle representando la culpabilidad por el asesinato de Andy y la subsecuente muerte de Laurel.
- Wild Dog se enfrenta a Derek Sampson, un traficante de una nueva droga conocida como Stardust.
  - Stardust es una referencia al alter ego de Cody Runnels durante su estadía en la WWE.
- Sampson cae en una mezcla de Stardust y otros productos químicos y es dado por muerto.
- Sampson regresa a la vida incapaz de sentir dolor y con fuerza sobrehumana.
- Felicity le confiesa a Rory que el misil que impactó en Monument Point fue desviado por ella.
- Rory abandona el equipo.
- Flecha Verde se enfrenta a Derek Sampson y le corta los tendones para inmovilizarlo.
- Derek Sampson es aprehendido.

## Desarrollo

### Producción
La producción de este episodio se llevó a cabo del 18 al 26 de julio de 2016.

### Filmación
El episodio fue filmado del 27 de julio al 8 de agosto de 2016.

### Casting
El 15 de junio de 2016, se anunció que Josh Segarra fue contratado para dar vida a Adrian Chase, el nuevo fiscal de Distrito que se convierte en aliado del alcalde Oliver Queen. El 2 de julio, se confirmó que Cody Runnels aparecería como estrella invitada en el tercer episodio de la temporada.